# Melomys matambuai
Melomys matambuai is een knaagdier uit het geslacht Melomys dat voorkomt op Manus, een eiland in het noorden van Papoea-Nieuw-Guinea. Er zijn twee exemplaren bekend, die allebei uit een boom zijn geschoten. Deze soort is het nauwste verwant aan M. rufescens en zijn verwanten M. paveli, M. bougainville en M. dollmani, die ook in de omgeving van Nieuw-Guinea leven. Op Manus wordt hij "musirou" genoemd. Hij is genoemd naar Karol Matambuai Kisokau, de eerste permanente secretaris van het Papoea-Nieuw-Guineese Department of Environment and Conservation.
De vacht is dun en kort. De rug is roodbruin, de onderkant wit. De naakte staart is donker gekleurd. De oren en voeten zijn lichtgekleurd en nauwelijks behaard. De kop-romplengte van het holotype (af en toe aangevuld met het andere, beschadigde exemplaar) bedraagt 151 mm, de staartlengte 141 mm, de achtervoetlengte 30.3 tot 31 mm, de oorlengte 18 mm en het gewicht 145 gram. Het voornaamste verschil tussen M. matambuai en M. rufescens zit in de grootte: M. matambuai is veel groter dan alle andere vormen uit de rufescens-groep. Ook verschillen de vormen genetisch van elkaar.